# Daewoo Nubira
Daewoo Nubira – samochód osobowy z pogranicza klasy kompaktowej produkowany pod południowokoreańską marką Daewoo w latach 1997 − 2012. 

## Pierwsza generacja

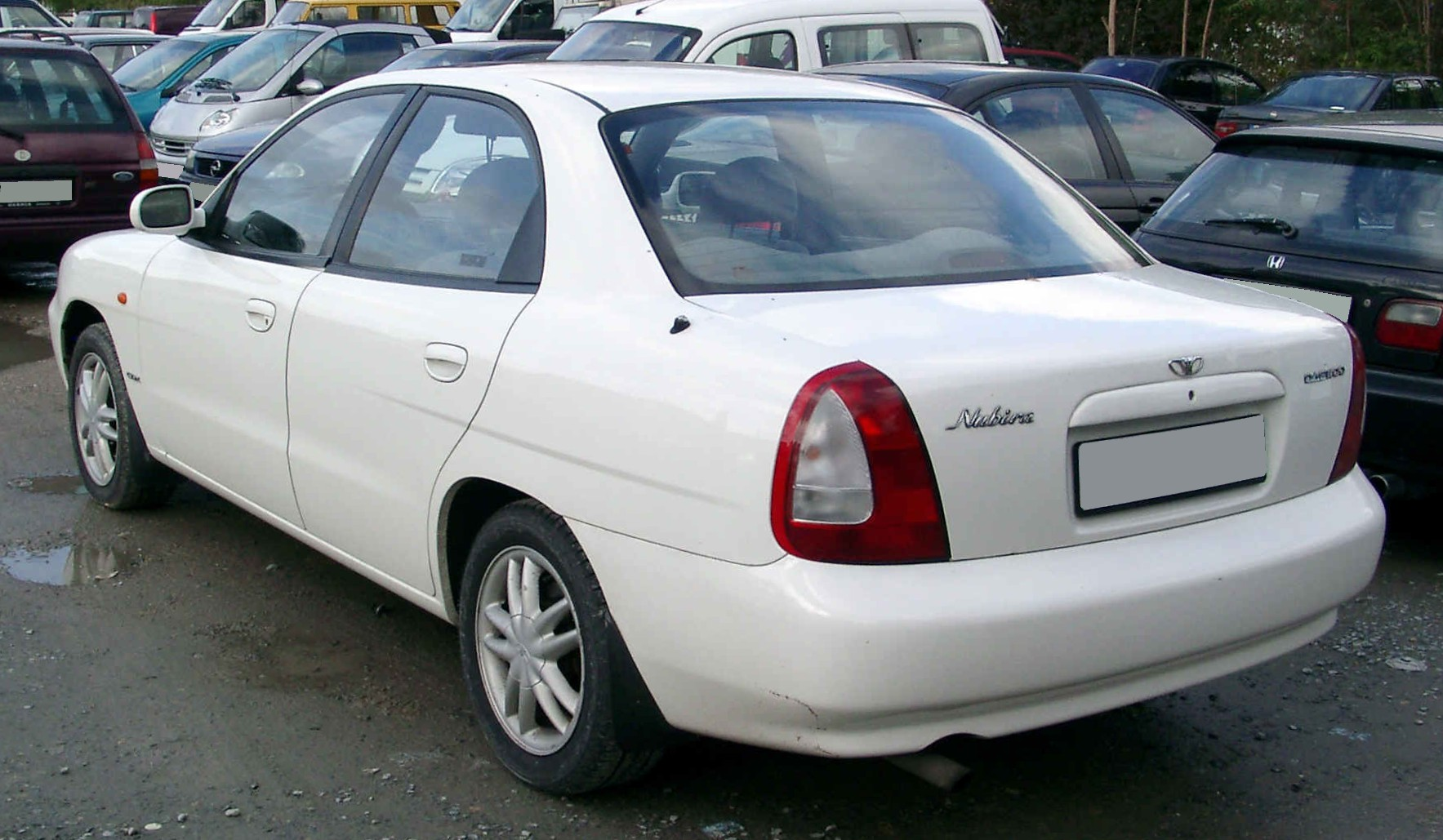
Daewoo Nubira J100 - tył

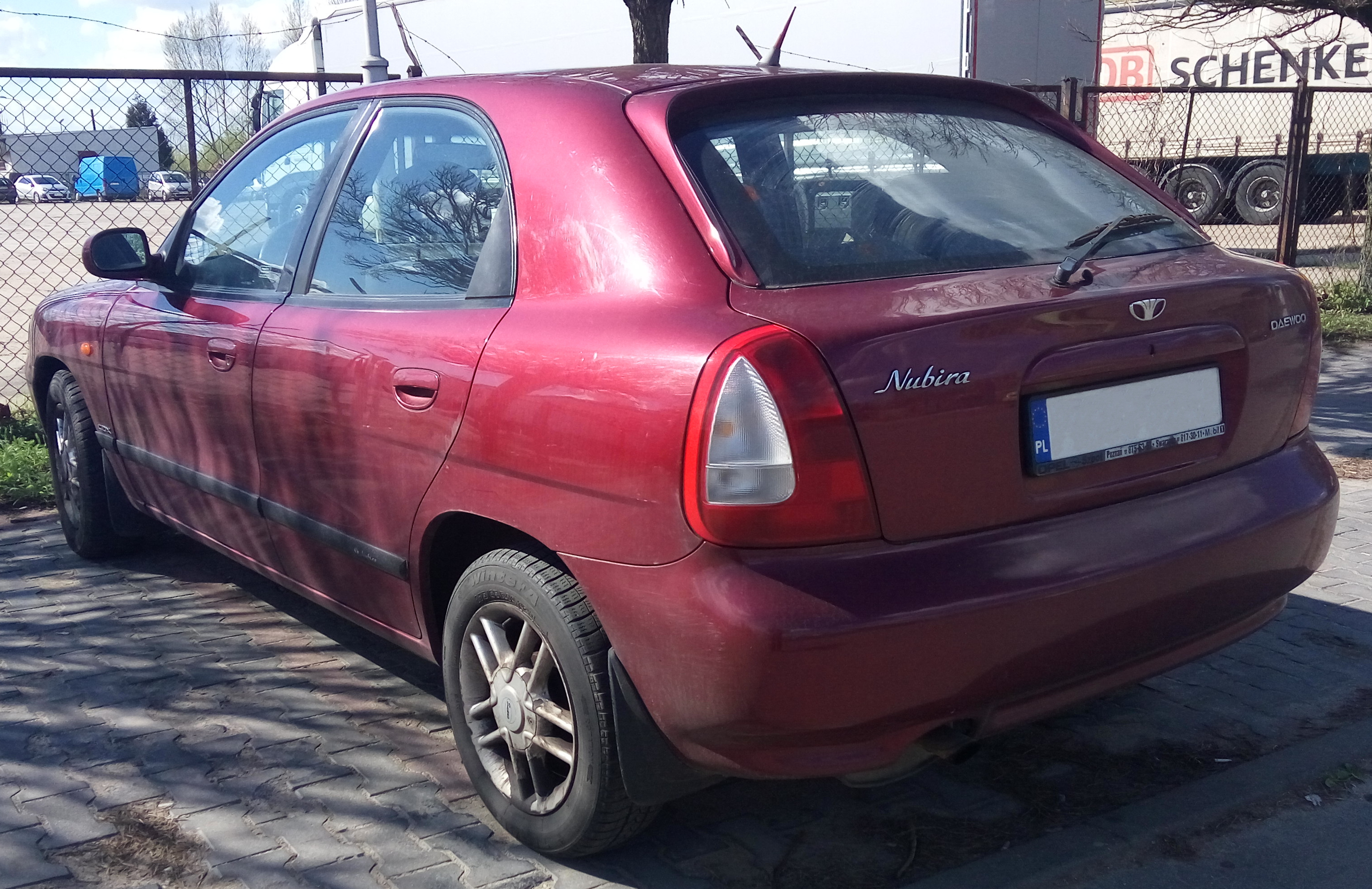
Daewoo Nubira J100 Hatchback

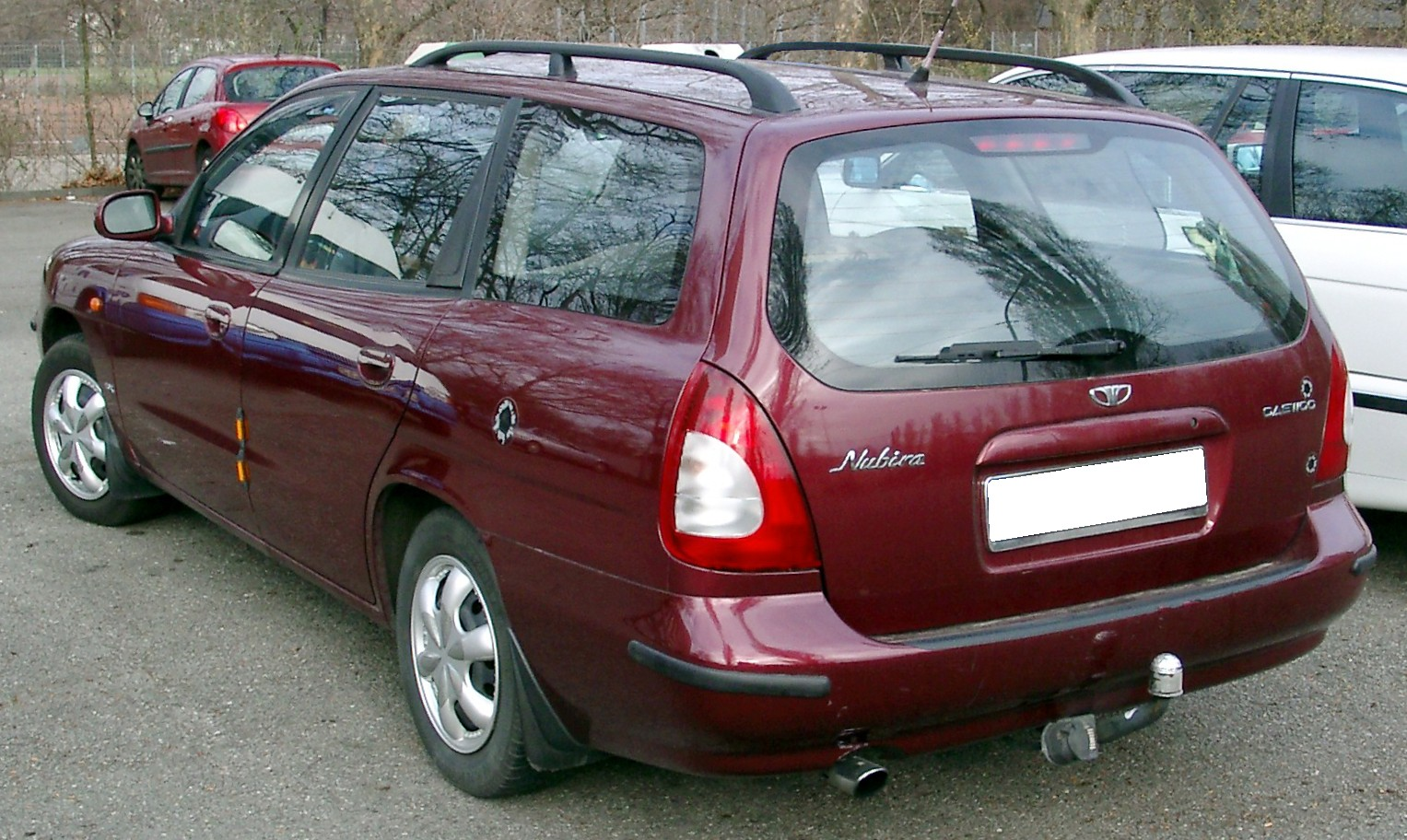
Daewoo Nubira J100 Kombi

Daewoo Nubira I zostało zaprezentowane po raz pierwszy w 1997 roku.
Prace nad modelem pod pierwotnym oznaczeniem „J100” rozpoczęły się w 1993 roku. Nowy pojazd miał wraz z mniejszym Lanos zastąpić Daewoo Nexię. Projektowanie pojazdu trwało 9 miesięcy, ostatecznie wybrano projekt włoskiej firmy I.DE.A Institute. W 1994 roku wyprodukowano od 175 do 370 różnych prototypów samochodu, które były przeznaczone do wielu testów, m.in. zderzeniowych. 
Produkcja  4-drzwiowego sedana, rozpoczęła już w październiku 1996 w Gunsan w Korei Południowej.  W marcu 1997 roku samochód zadebiutował oficjalnie na targach motoryzacyjnych w Seulu. W tym samym roku ofertę nadwoziową powiększyło produkowane seryjnie 5-drzwiowe kombi oraz 5-drzwiowy hatchback. 
Późną wiosną 1997 roku Nubira zadebiutowała w Europie na targach motoryzacyjnych we Frankfurcie nad Menem. W październiku 1997 roku rozpoczął się montaż, a następnie produkcja Nubiry w Fabryce Samochodów Osobowych w Warszawie. Nazwa „Nubira” pochodzi od koreańskiego słowa Nubida, oznaczającego pewnego rodzaju swobodę, a mianowicie możliwość pójścia wszędzie.
W 1998 roku na australijskim rynku pojawiła się Nubira hatchback w wersji SunHatch, która charakteryzowała się odsuwanym dachem z materiału. W tym samym roku samochód zdobył w Holandii tytuł „Family Car of the Year 1998” (rodzinne auto roku 1998). W 1998 roku rozpoczęła się też produkcja pojazdu w rosyjskim Taganrogu w zakładach TagAZ pod nazwą Doninvest Orion i w rumuńskim zakładzie Daewoo w Krajowej. 
W 1999 roku pojawiła się odmiana van wersji kombi, która charakteryzowała się kratką zamontowaną za tylną kanapą. W 1999 roku rozpoczęto sprzedaż samochodu w Ameryce Północnej, a także zaprezentowano tam prototyp usportowionej odmiany wersji sedan. Daewoo Nubira oferowana była w trzech wersjach wyposażenia: S (sedan, hatchback), SX (sedan, kombi) oraz CDX (sedan, hatchback, kombi) .

### Dane techniczne
- Podwozie[4][5]
  - Zawieszenie przednie: kolumna MacPhersona
  - Zawieszenie tylne: wielowahaczowe, z kolumną resorującą
  - Hamulce przód/tył: dwuobwodowe hamulce hydrauliczne, podział krzyżowy; tarczowe/bębnowe (1,6) oraz tarczowe/tarczowe (2,0). Na życzenie klienta wyposażane w system ABS.
  - Koła z obręczą: 5,5J x 14
  - Ogumienie: 185/65 R 14
- Wymiary[4]
  - Rozstaw kół przód: 1464 mm
  - Rozstaw kół tył: 1454 mm

- Masy[5]
  - Masa własna:

|          | sedan        | hatchback    | kombi        |
| -------- | ------------ | ------------ | ------------ |
| 1,6 DOHC | 1135-1222 kg | 1144-1213 kg | 1213-1282 kg |
| 2,0 DOHC | 1164-1233 kg | 1155-1224 kg | 1222-1291 kg |

- - Masa całkowita maksymalna: 1720 kg (1860 kg kombi)
  - Maksymalna masa przyczepy bez hamulców: 
    - z silnikiem 1,6 DOHC: 460 kg (sedan, hatchback ), 500 kg (kombi)
    - z silnikiem 2,0 DOHC: 600 kg (sedan, hatchback, kombi)

  - Maksymalna masa przyczepy z hamulcami: 1200 kg (sedan, hatchback, kombi)
- Dane użytkowe[4]
  - Minimalny promień zawracania: 5,3 m
  - Spalanie cykl miejski − 9,1 l (1.6), 9,7 l (2.0), przy 90 km/h − 5,4 l (1.6), 5,8 l (2.0), przy 120 km/h − 6,7 l (1.6), 6,9 l (2.0)

### Silniki
Na rynku polskim pojazd występował z silnikiem 1.6 DOHC (106 KM) oraz 2.0 DOHC (133 KM) i 5−biegową manualną skrzynią biegów. Na rynku rodzimym samochód był dostępny z silnikami 1.5 DOHC (110 KM) oraz 1.8 DOHC (122 KM). Dostępna także była nieoferowana na rynku polskim wersja z 4−biegową automatyczną skrzynią biegów.
| Wersja  | Silnik:                   | Układ zasilania:            | Średnica × skok tłoka: | St. sprężania: | Moc maksymalna:                     | Maks. moment obrotowy      | 0-100 km/h: | V-max:   |
| ------- | ------------------------- | --------------------------- | ---------------------- | -------------- | ----------------------------------- | -------------------------- | ----------- | -------- |
| 1.6 SX  | R4 1,6 l (1598 cm³), DOHC | wielopunktowy wtrysk paliwa | 79 mm x 81,5 mm        | 9,5:1          | 106 KM (77,8 kW) przy 5800 obr./min | 145 N•m przy 3800 obr./min | 11 s        | 175 km/h |
| 2.0 CDX | R4 2,0 l (1998 cm³), DOHC | wielopunktowy wtrysk paliwa | 86 mm x 86 mm          | 9,6:1          | 133 KM (98 kW) przy 5400 obr./min   | 184 N•m przy 4400 obr./min | 9 s         | 185 km/h |

### Koniec produkcji
Produkcja modelu j100, zakończyła się na całym świecie w roku 1999.

## Druga generacja

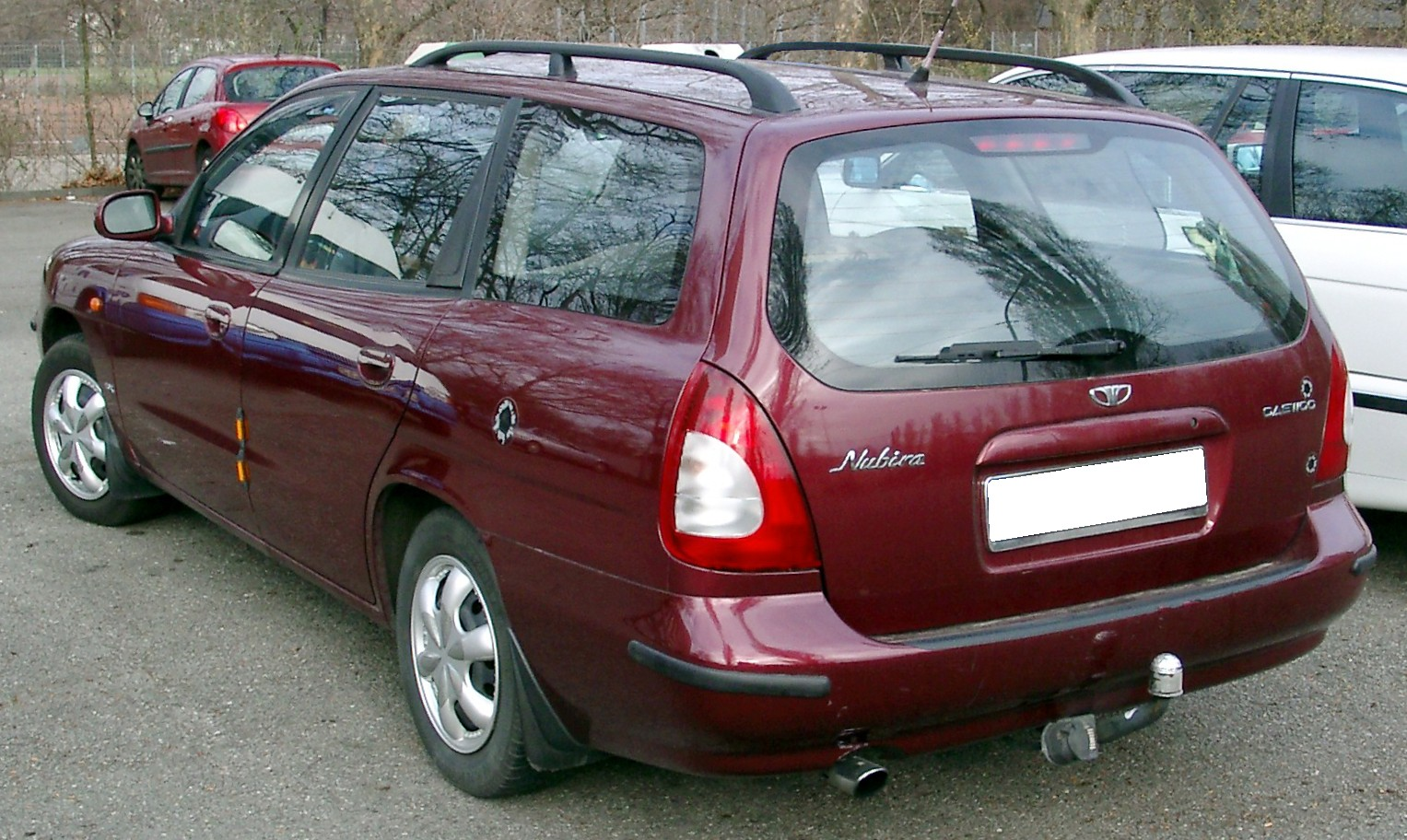
Daewoo Nubira J150 Kombi

Daewoo Nubira II zostało zaprezentowane po raz pierwszy w 1999 roku.

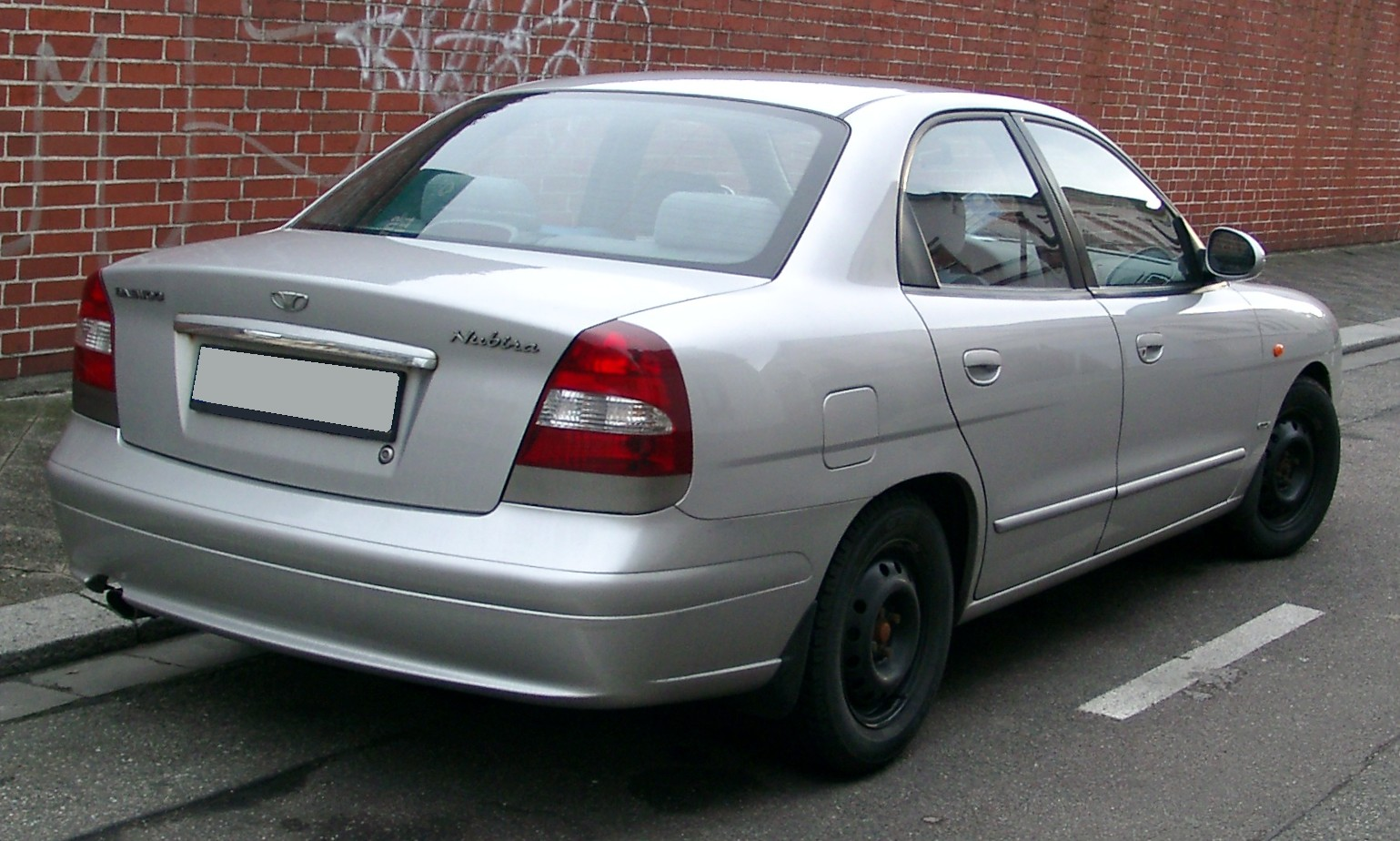
Daewoo Nubira J150 - tył

We wrześniu 1999 roku wprowadzono do sprzedaży w Polsce, produkowane w Korei zmodernizowane samochody Nubira pod nazwą Nowa Nubira lub Nubira II  oraz z nowym oznaczeniem  „J150”. Opracowaniem stylistyki zajęła się koreańska firma Design Forum.  Prace nad Nubirą J150 rozpoczęły się już w 1997 roku. W Korei zadebiutowała na targach motoryzacyjnych w Seulu w marcu 1999 roku, zaś w Polsce produkcja ruszyła 6 grudnia 1999 roku w Daewoo-FSO.  

W samochodzie zmieniono przednią część nadwozia (m.in. światła oraz grill), która upodobniła się do nowszych modeli Daewoo, jak  Lanos, czy Leganza. W wersji sedan zmieniono także tylny zderzak, uformowanie błotników oraz kształt świateł. Pojawiła się nowa deska rozdzielcza, dopracowano także pojazd pod względem poziomu bezpieczeństwa. Poprawiono też wygłuszenie wnętrza oraz utwardzono zawieszenie, gdyż w poprzedniej wersji wytykano zbyt miękkie zawieszenie. Wersja hatchback również została poddana modernizacji jednak tym samym z racji małej popularności została wycofana z większości rynków sprzedaży (w tym m.in. polskiego).

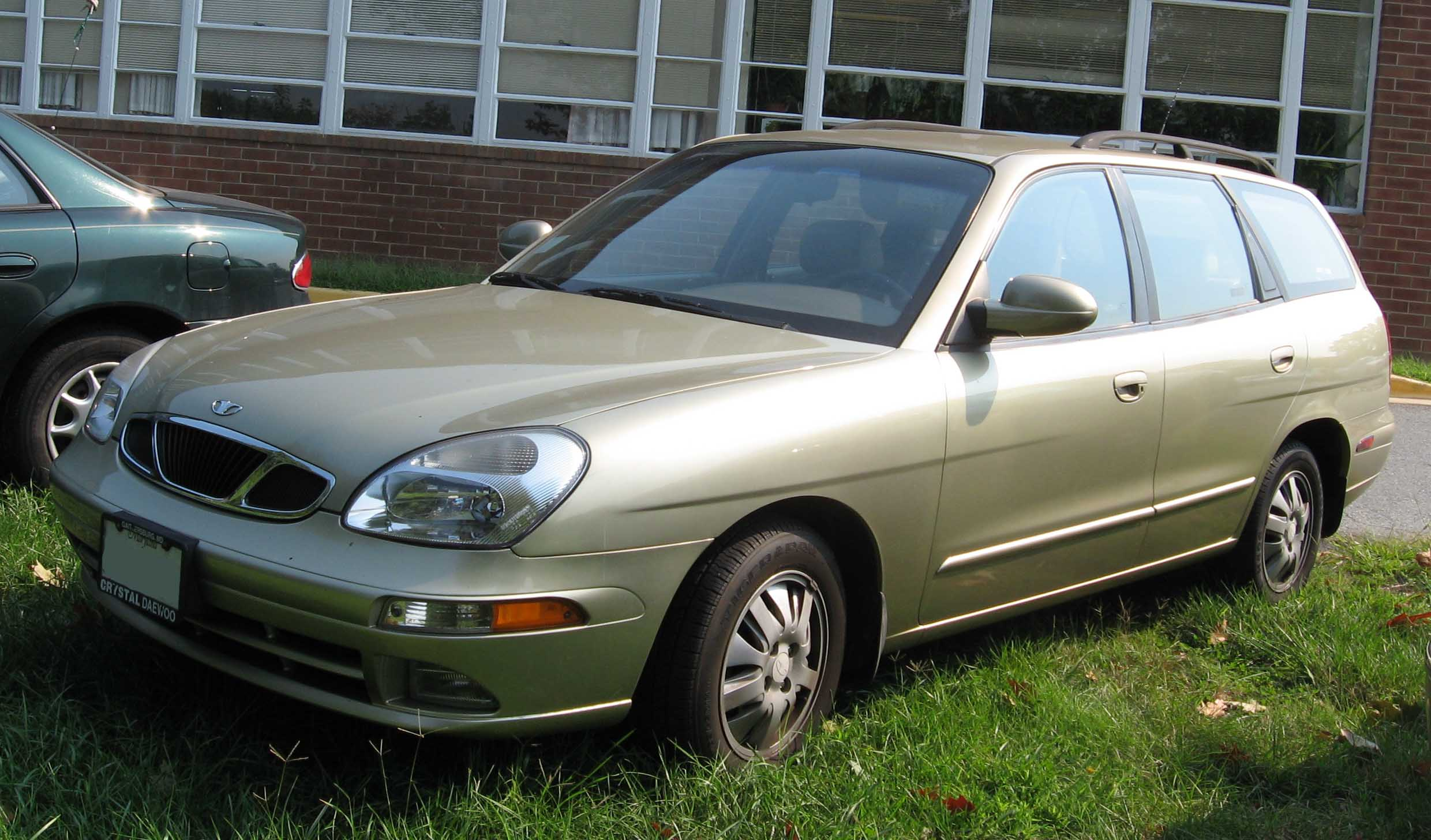
amerykańskie Daewoo Nubira II J150 Wagon

W 2001 roku dokonano kolejnych aczkolwiek małych zmian, m.in. zmieniły się klosze tylnych lamp w modelu kombi (m.in. kierunkowskazy zostały podkreślone na pomarańczowo) oraz boczne kierunkowskazy, które otrzymały biały klosz. Zmiany były niewielkie, jednak Nubira otrzymała oznaczenie „J190”. Odmiana ta nie była oferowana na rynku polskim. 

### Koniec produkcji
Produkcja modelu w Korei zakończyła się w 2002 roku. W Polsce koniec produkcji nastąpił w czerwcu 2003 roku, gdzie łącznie powstały 35 673 sztuki obu generacji. W Rumunii produkcję zakończono dopiero w 2008 roku. Nubira II produkowana była także w Wietnamie w latach 1999−2000, na Ukrainie w latach 1999−2001 przez ZAZ, oraz w Egipcie od 1999 do 2012 roku.

### Poziom produkcji w FSO
| Rok  | Produkcja |
| ---- | --------- |
| 1997 | 1904      |
| 1998 | 13 233    |
| 1999 | 12 327    |
| 2000 | 5173      |
| 2001 | 519       |
| 2002 | 323       |
| 2003 | 15        |

Dane w tabeli obejmują modele zmontowane w pierwszym okresie powstawania, czyli od października 1997. Po kilku miesiącach montaż przekształcono w produkcję, która zakończyła się w czerwcu 2003 roku. Tabela uwzględnia produkcję modeli z pierwszej i drugiej generacji.

### Dane techniczne
- Podwozie[4]
  - Zawieszenie przednie: kolumna MacPhersona
  - Zawieszenie tylne:  wielowahaczowe, z kolumną resorującą
  - Hamulce przód/tył: dwuobwodowe hamulce hydrauliczne, podział krzyżowy; tarczowe/bębnowe (1,6) oraz tarczowe/tarczowe (2,0). System ABS w wersjach wyposażenia S oraz SX montowany był jako opcja, w wersjach CDX w standardzie[5].
  - Koła z obręczą: 5,5J x 14
  - Ogumienie: 185/65 R 14
- Wymiary[4]
  - Rozstaw kół przód: 1464 mm
  - Rozstaw kół tył: 1454 mm
- Masy[5]
  - Masa własna:

|          | sedan        | kombi        |
| -------- | ------------ | ------------ |
| 1,6 DOHC | 1178-1274 kg | 1238-1307 kg |
| 2,0 DOHC | 1189-1258 kg | 1247-1316 kg |

- - Masa całkowita maksymalna: 1720 kg (sedan), 1860 kg (kombi)
  - Maksymalna masa przyczepy bez hamulców: 630 kg
  - Maksymalna masa przyczepy z hamulcami: 1200 kg
- Dane użytkowe[4]
  - Minimalny promień zawracania: 5,3 m
  - Spalanie cykl miejski − 9,1 l (1.6), 9,7 l (2.0), przy 90 km/h − 5,4 l (1.6), 5,8 l (2.0), przy 120 km/h − 6,7 l (1.6), 6,9 l (2.0)

### Silniki
| Wersja  | Silnik:                   | Układ zasilania:            | Średnica × skok tłoka: | St. sprężania: | Moc maksymalna:                     | Maks. moment obrotowy      | 0-100 km/h: | V-max:   |
| ------- | ------------------------- | --------------------------- | ---------------------- | -------------- | ----------------------------------- | -------------------------- | ----------- | -------- |
| 1.6 SX  | R4 1,6 l (1598 cm³), DOHC | wielopunktowy wtrysk paliwa | 79 mm x 81,5 mm        | 9,5:1          | 106 KM (77,8 kW) przy 5800 obr./min | 145 N•m przy 3800 obr./min | 11 s        | 175 km/h |
| 2.0 CDX | R4 2,0 l (1998 cm³), DOHC | wielopunktowy wtrysk paliwa | 86 mm x 86 mm          | 9,6:1          | 133 KM (98 kW) przy 5400 obr./min   | 184 N•m przy 4400 obr./min | 9 s         | 185 km/h |

## Trzecia generacja

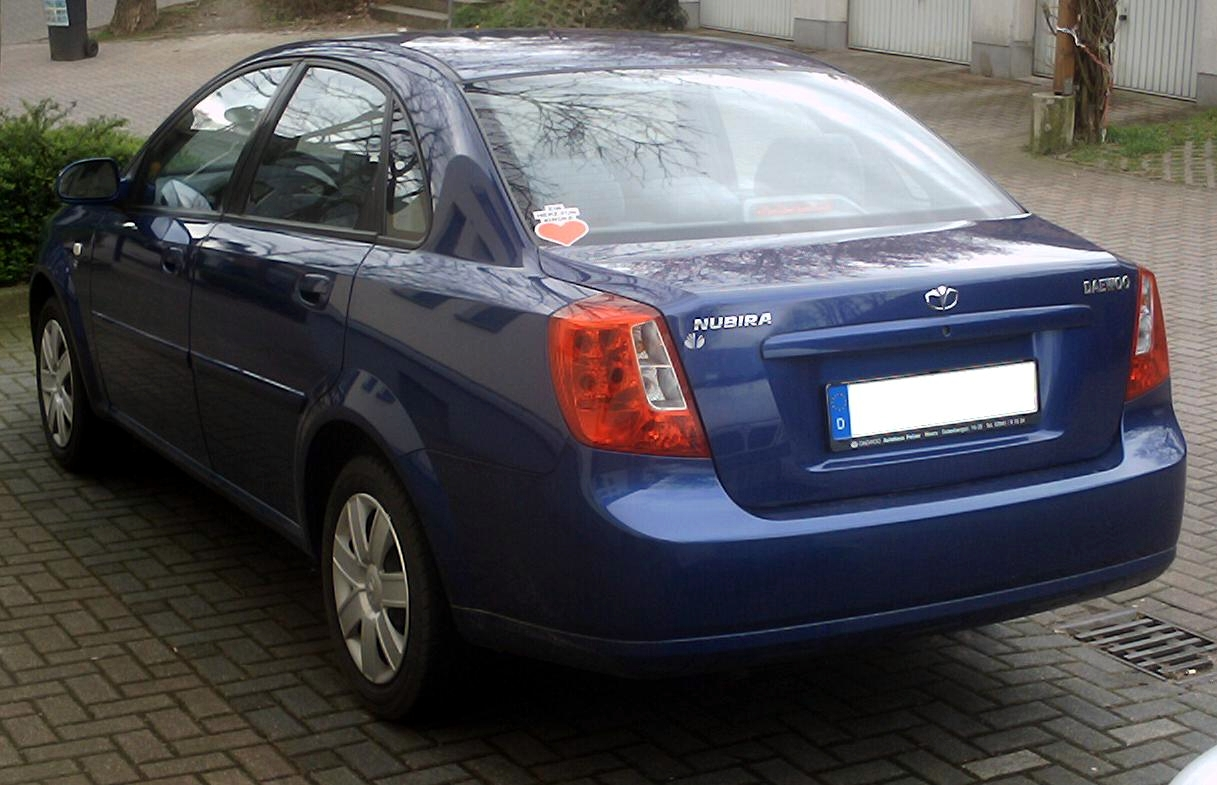
Daewoo Nubira III - tył

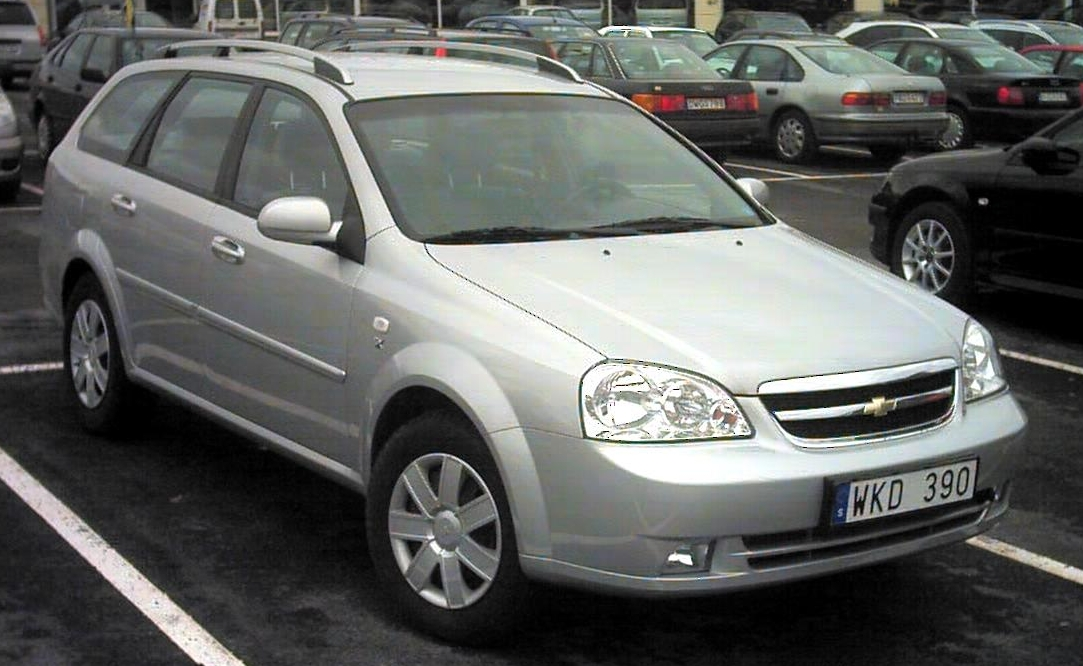
Chevrolet Nubira

Daewoo Nubira III  o oznaczeniu "J200" został zaprezentowany po raz pierwszy w 2003 roku.
W ramach gruntownej ofensywy modelowej Daewoo, we współpracy z włoskim studiem stylistycznym Italdesign Giugiaro oprócz mniejszego modelu Kalos mającego zastąpić Lanosa, południowokoreański producent opracował także nową rodzinę kompaktowych modeli.
W czasie, gdy następca drugiej generacji Nubiry przyjął na rodzimym rynku Korei Południowej nową nazwę Daewoo Lacetti, tworząc jedną gamę z inaczej stylizowanym hatchbackiem o takiej samej nazwie, w Europie Zachodniej zdecydowano się wprowadzić go do sprzedaży w kolejnym, 2003 roku jako trzecią generację Nubiry. Samochód oferowano wyłącznie jako 4-drzwiowego sedana.

### Zmiana nazwy
W związku z decyzją General Motors o przemianowaniu w Europie marki Daewoo na Chevrolet, w regionie Europy Zachodniej samochód przemianowano z początkiem 2004 roku na nową nazwę, Chevrolet Nubira, z kolei w Europie Centralno-Wschodniej zyskał on nazwę Chevrolet Lacetti, tworząc jedną gamę z odmianą hatchback o innym wyglądzie nadwozia.

### Silniki
- R4 1.4l E-TEC
- R4 1.5l E-TEC
- R4 1.6l E-TEC
- R4 1.6l E-TEC
- R4 1.8l Family
- R4 2.0l Family
- R4 2.0l Diesel